# 北欖寺祖師
隆普唆·湛塔萨罗（1884年10月10日—1959年2月3日），北榄寺祖师，也被尊称为帕蒙昆帖牟尼祖师，1961年擔任帕世乍能区北榄寺的住持，是泰国入法身法门静坐法的創建者。身为北榄寺的前住持，他经常被人称呼为隆普·瓦罢喃（“北榄寺祖师”）。在战间期与第二次世界大战期间，他成为泰国家喻户晓的静坐大师。并对发展泰国的佛教起到举足轻重的作用 。在法身法门传统的传承中，他被被称为法身法门（Vijja Dhammakaya）静坐法的重新发現者。这项静坐法據信是佛陀本身曾用过的静坐方法。二十世纪初，有些学者已指出，隆普唆在把上座部佛教（“南传佛教”）介绍到西方扮演了重要的角色。而之前在泰国是被忽略的一点。

## 早年生活

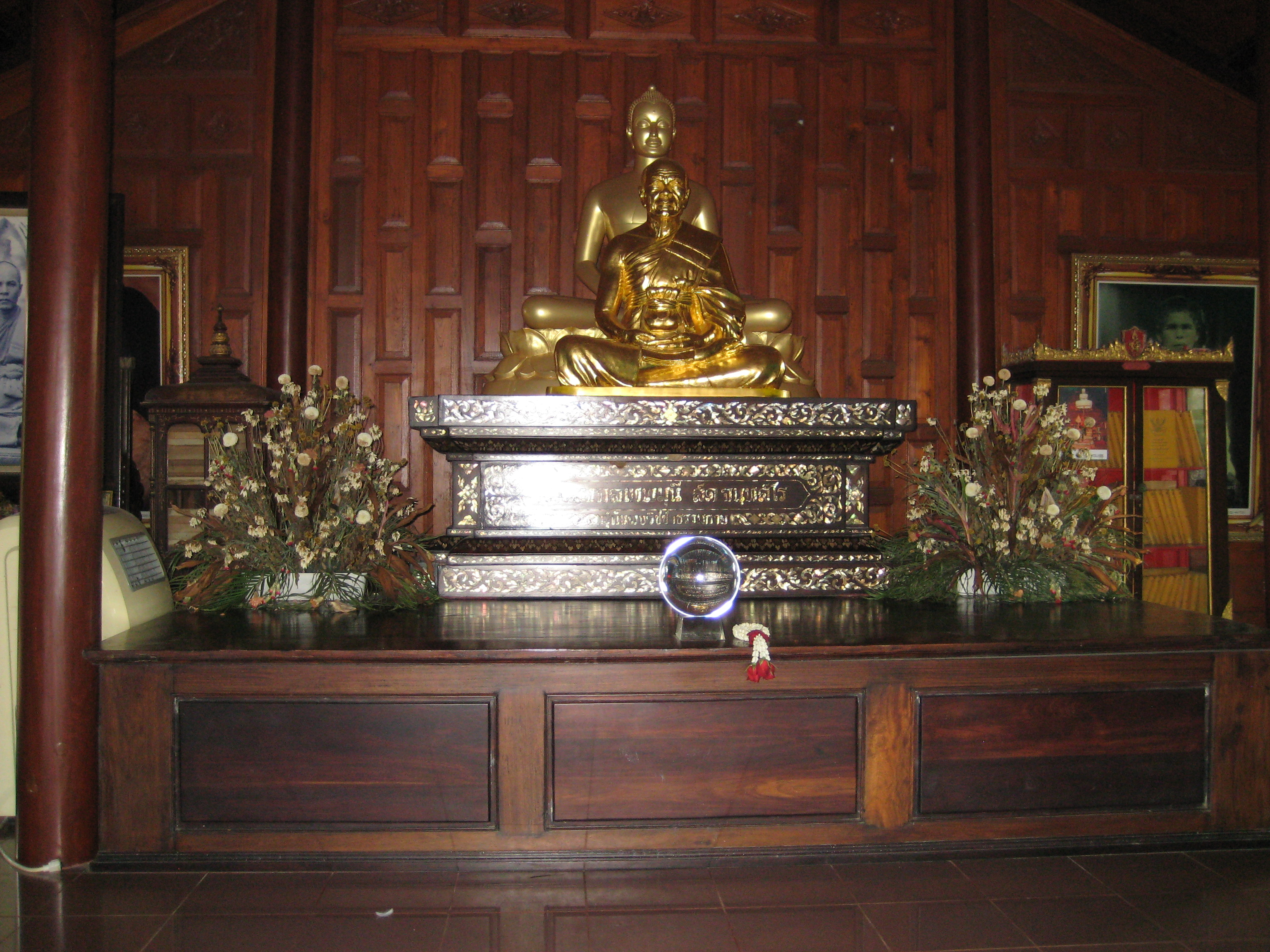
一尊北榄寺祖师的肖像，被安放在隆普·唆出生地一所名为宋匹农的寺院里

隆普唆出生于1884年10月10日，俗家名为唆·弥给诺（Sodh. Mikaewnoi）。他生长于素攀武里府颂丕农县，曼谷西面102公里处一个富裕的大米商家庭里。父亲名“艮”，母亲名“素在”。九岁那年，他就在叔叔出家的寺院里正式接受教育。童年时代就已开始接触与熟悉佛教的他，展现出具聪慧与自主学习 的品质。当叔叔“行脚”到“华奔”（Wat Hua Bho）寺时，也带着他到那里继续学习。过不久，因叔叔还俗，父亲便安排他跟随邦巴寺院的住持隆婆萨（Luang Por Sub）继续学习。他也在此处，学习了高棉语 。13岁那年，他完成了高棉语的学习。并回家协助父亲经营生意。他的父亲是位大米交易商，把大米从素攀布里府运到在曼谷里的碾米厂和那空差西县。在他14岁那年，父亲往生了，身为长子的他，负起继续经营家族生意的责任。在面对有关盗贼与受到生命威胁等事件上，他意识到家庭生活的徒劳，18岁那年，他就想出家为比丘。但他首先得安顿好自己的家人，且为他们先准备好充足的钱粮储备，然后才出家为比丘。 根据泰国法身寺的传记记载，他甚至把通货膨胀率也预算在内，并加倍努力赚钱。终于在四年后，成功地为家人储备了足够日后生活的储备金。
22岁那年，他在家乡的颂丕农寺院出家为比丘，且获赐了巴利语法号唆·湛塔萨罗。唆·湛塔萨罗比丘向以传统口述引导静坐，和精通佛教经藏分析的大师们求教。在当时，这是极不寻常的事。 他的自传笔记中写到，从出家那天开始，他就每天修行静坐。 出家第一年，在他进行传统的僧侣托钵时，都很难获得他人给予食物。那时的南传比丘，一般会在早上挨家挨户地寻找在家人供养食物。这种艰苦的生活，使他下定决心，终有一天他会为僧侣们，在寺院里建立一个厨房，这样的话，他们就可以更方便专注于提升自身在心灵方面的品质。 在他出家第3年的结夏安居期间，唆·湛塔萨罗比丘行脚遍全泰国，并向有所成的大师们学习传统的经藏与修行静坐。他对各种各样的事物，都报以好学的态度。并对有关心灵层面的事物，都具习惯性的尊重。他在帕彻独彭大寺（Wat Pho）研习经藏并参访了啦差系踏冉寺（Wat Ratchasittharam）在内八所修行中心，学习静坐修行。 他在啦差系踏冉寺院，与隆婆延（Luang Por Aium) 研习了一种属于内观的静坐法，且获得一个重要的修行经验。他感知到一颗光球的存在。 佛教研究学者凯特·克罗斯比（Kate Crosby）和凯瑟琳·纽威尔（Catherine Newell）都相信，在隆普唆重新发掘入法身法门静坐法的过程中，啦差系踏冉寺起了至关重要的作用。

## 证得法身
参见：入法身法门静坐-“禅定“的阶段
虽然唆·湛塔萨罗比丘曾跟随多位大师学习，且精通了多项重要的巴利三藏，但他还未满意。他曾两次退隐到在家乡较平静的地方。有其他消息的来源说，他也曾退隐到丛林中，更精进地修行静坐，但纽维尔（NewelI）却对这一点持保留的态度。 1916年，在出家后第11次的結夏安居（vassa）期间，他住在暖踏武里府（Nonthaburi Province）的埠奔·邦库威寺。埠奔·邦库威寺曾是他在儿时接受教育的地方，是以其环境的宁静而著称。 在隆普唆的自传笔记中，他自我反省自己虽已研习了静坐多年，还是无法领会佛陀所传承下来的修行静坐精髓所在。因此在1916年10月10日的农历月圆之夜，他独自在埠奔·邦库威寺的大雄宝殿里静坐，并立愿在静坐修行中，无论发生什么事，其决心都不会动摇。 当天的夜里，他在静坐中所体会的，就是后来被称为证得法身的静坐体验。这也标志着入法身法门静坐法作为一种传统的开始。
确信自己已证得佛陀教诲的核心所在后，唆·湛塔萨罗比丘掀开了自己人生的新篇章。他奉献其余生，传授与深修入法身法门静坐法的知识。他也称之为“法身法门”（Vijja Dhammakaya），意为：法身之法（the direct knowledge of the Dhammakaya）。所有沿袭着帕司乍刃县北榄寺传统的寺院，也被称为是属于法身法门体系的传承（Dhammkaya Movement），且相信法身法门是佛陀用来证悟“无上正等正觉 ”的原始静坐法。但在佛陀入涅槃后  500年，此方法就已失传了。证得法身的事件，在法身法门体系传承中，通常都以“神奇”与“宇宙运行” 相关的方式来描述。例如：在此事件发生之前，就下了大雨。

## 成为住持

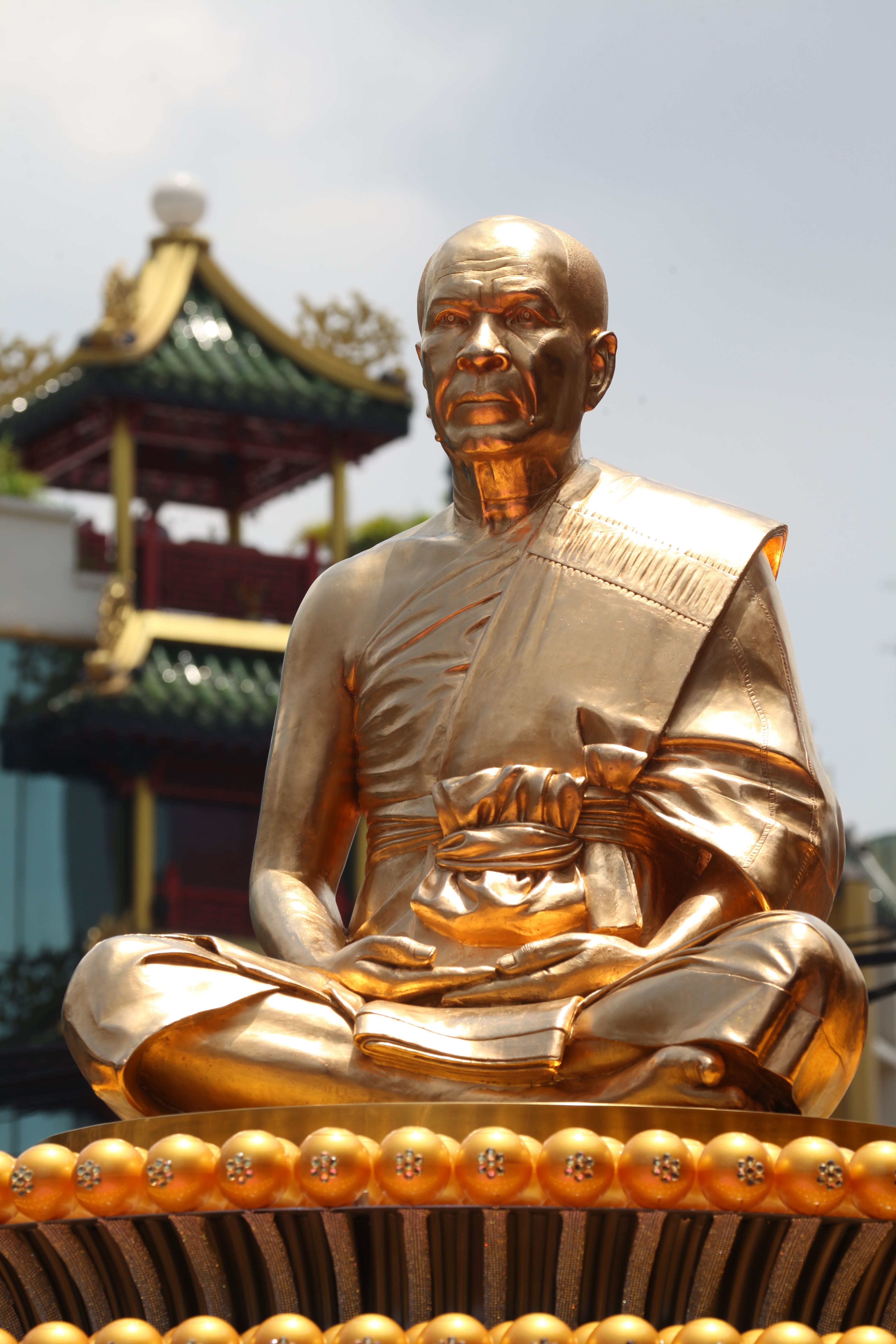
北榄寺祖师(隆普唆•湛塔萨罗)金像，被用于泰国法身寺所主办的法会仪式。

唆•湛塔萨罗比丘将大部分的时间用在教导。就连当他还在帕徹獨彭大寺时，他会在自己的“寮房”（在泰国寺院里比丘的住所）里，教导其他比丘与沙弥巴利语。 他也曾复兴在他家乡颂丕农的一所荒废的寺院，并在素攀布里府的帕立啦踏呐玛哈他寺（Wat Phrasriratanamahathat）里设立学校教导在家人佛法。他曾报名参加了改革后的巴利语考试，但没有通过。过后，他并没有再重新报名。虽然在当时，他的巴利语造诣已是属于“学者”级别的程度。他相信考获正式的巴利文学位后，他可能会被召揽到僧团里，当任行政工作。但这并非他的志向。 然而，因为他所作的一切，被在泰国僧团里的一位大长老注意到了。1916年，帕司乍刃县僧团的僧长谝长老（Somdet Puean），委派唆•湛塔萨罗比丘成为位于吞武里府，帕司乍刃县北揽寺的暂代住持 。 从此之后，他就常被人称为隆婆唆或隆普唆。
1916年，吞武里府还未被归划为曼谷的一部分，也没有桥梁连接到曼谷。 当时北榄寺正面对不少人事与纪律上的问题，且需要一位好的领导者。 隆普唆提倡并实施严格地僧团纪律。 他也改善了北榄寺的状况，从一所曾被忽略与几乎荒废的寺院，变成一所拥有几百位比丘的寺院，一所研究佛学的学校，且也是一所被泰国政府批准，能开办普通课程的小学。还是一所具备自足厨房的寺院。 除了提供膳食给寺院里的常住比丘外，其厨房也为到寺院来参访的在家人提供食物。 北揽寺也成为当时一所著名教导静坐的中心。 隆普唆强调的是个人的发展，而非在建设方面。 除了在寺院里建立了个庞大的僧团外（在1959年，拥有了500位比丘）， 还在寺院里设立一个具有个别寮房和静坐修行室、属于八戒女的社区。这群八戒女，在北榄寺在弘扬佛法和静坐法方面，扮演了重要的角色。 隆普唆的贡献初期并未获得某些在家人的认同。根据其传记中的记载，寺院当时还牵涉犯罪勾当与不感激隆普唆对寺院所进行的改革。他还曾被人放冷枪，但却没受伤。
在他被任命为暂代住持后不久，就被任命为北揽寺的正式住持了。他就如此一直留在北榄寺，直到1959圆寂。 基于他在生活与工作上的成就，他获得了泰国僧团与皇室给予以下的“僧衔”：1921年，的“帕库•桑雅闻”（Phrakhru Samanadham-samathan）、1949年的“帕巴弯够首提拉”（Phrabhavanakosolthera）、1955年的“帕蒙昆腊查牟尼”（Phramongkolratmuni），和1959年的“帕蒙昆贴牟尼”（Phramongkolthepmuni）。 最后三项僧衔的受封是来得迟些，因为当时北榄寺还未获得泰国皇族的护持，因此所受到的关注程度就会比起其他的寺院来的少。

## 教导静坐修行
在超过半个世纪的时间里，隆普唆持续地教导入法身法门静坐法，每逢星期四引导静坐并在星期日与布萨日里开示佛法。隆普唆会分发一本介绍静坐修行的书籍给前来学习的研习者。 起初，入法身法门静坐法引起了当时泰国僧团当局的批评，因为那是一种崭新的静坐方法。 而泰国僧团内部，在进行了讨论后，也对北榄寺进行了审查，但最终结论隆普唆所教导的静坐方法是正确的。
在教导静坐时，隆普唆会考验那些学习静坐的人，是为了让他们能自我验证入法身法门静坐法的益处。他也组织了一组最具天赋的静坐者，并设立了所谓的“深修道場”。这些静坐研习者，大部分是比丘与八戒女。他们会在寺院里的一处隔绝区，一天24小时轮班，每一班静坐6小时。 他们的“任务”是，为了广大社会的利益。而奉献他们的生命进行对法身法门地深修。在法身法门体系传承的许多文献记录中，可发现法身法门是如何解决当时大部分的社会与世界问题。法身法门曾，且还继续被相信，是带有某些“神通”（巴利语：abhiññā），例如：可到达其他境界；他心通（能读他人的心）等。 曾有刊物曾描述，法身法门是如何在第二次世界大战中，避免泰国受到轰炸。隆普唆也利用了这静坐法帮人治病，也因此声名远播。 有一篇关于长老的故事经常被引用：他是帕彻独彭大寺的住持，在与隆普唆一起进行静坐后，他所患的疾病，就消失了。 “法身寺”的传记中记载，在深修道場裡，有一位重要的女弟子（八戒女）詹•孔诺雍老奶奶。她曾被隆普唆，赞叹在静坐技巧上，是独一无二的。

## 遗赠

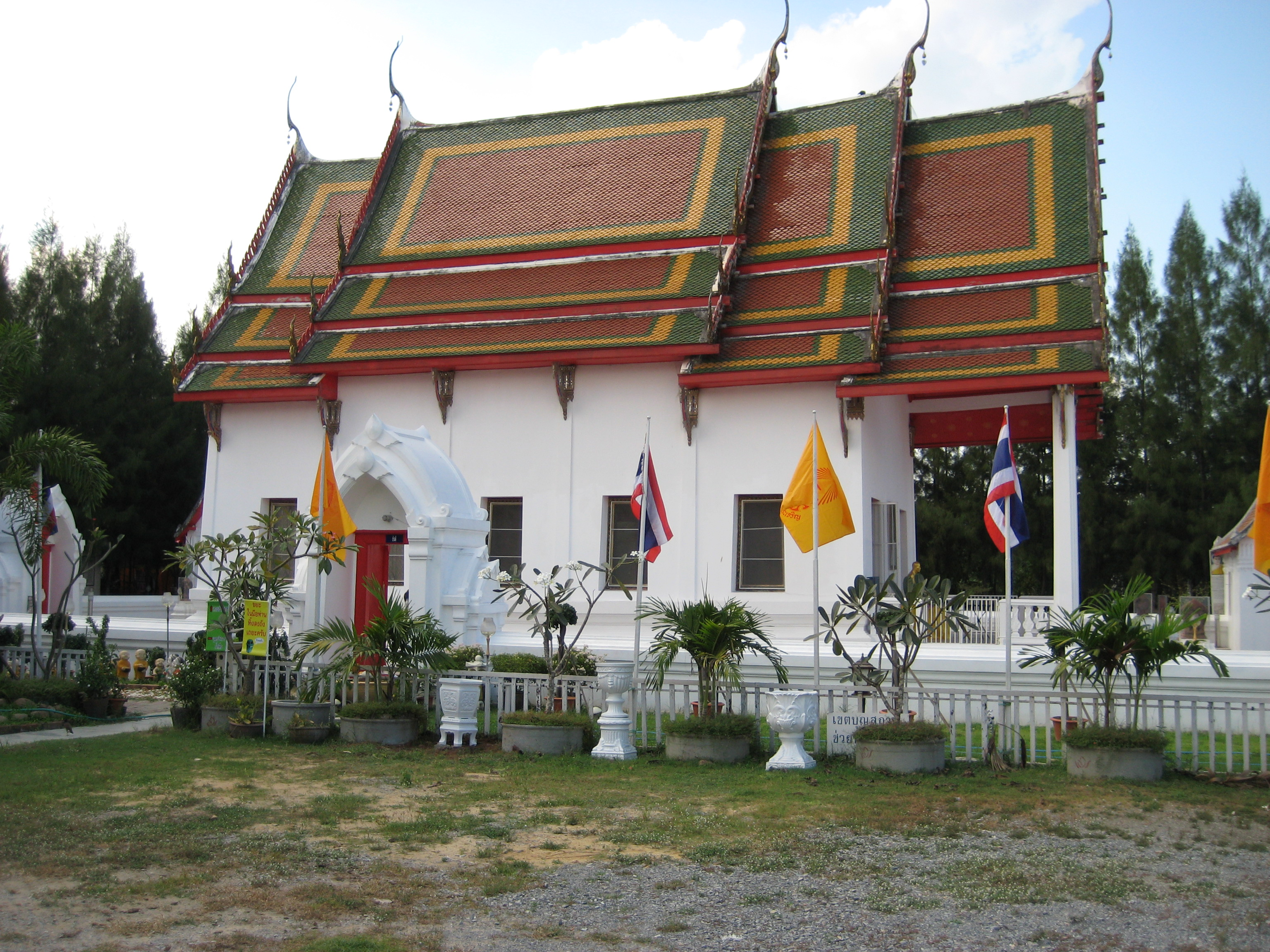
埠奔·邦库威寺的大雄宝殿

除了静坐外，隆普唆也提倡研习佛学。将两者合并一起办的人，在泰国佛教中，他也是先驱者之一。 1939年，隆普唆在北榄寺，建设了一所巴利佛典学院。据说当时，它的建筑费耗资了250万泰铢。他是以分发自制佛牌为纪念品来筹款。这样的募款方式，在泰国佛教界里，是常见的方式。为了实现当他还在帕彻独彭大寺（Wat Pho）出家的第一年时，在经历艰苦托钵食物的情况后，下定决心要实现的想法。他在自己的寺院里建设了厨房，是这也是为了能让比丘们，能有更多的时间来研习佛法。
隆普唆参与了泰国的佛教园区扑塔蒙吞（Phutthamonthon）的建设。这是50年代由泰国当时的前总理-贝·銮披汶颂堪 （Plaek Phibunsongkhram）发起的一项雄壮的计划。建此园区，是为了用它来主办泰国佛诞（卫塞节）2500年的庆祝活动。通过设在佛教园区中央的大雄宝殿里，向隆普唆与法身法门的致敬，以及隆普唆通过分发自制的佛牌进行筹款，来参与建设此佛教园区。纽厄尔（Newell）推测，隆普唆在此建造佛教园区的事件中，扮演了重要的角色，与前总理-贝·銮披汶颂堪，有着重要的关联。
根据在法身寺的传记记载，隆普唆并不支持在泰国佛教中所盛行使用“法术”的行为。诸如：算命与施幸运咒等。但他却经常通过静坐治愈病患者，且隆普唆的自制佛牌，至今依然广泛地受到尊崇，因它们都被认为是具有“力量”的。

## 弘扬佛法
参见：英国法身法门体系的传承

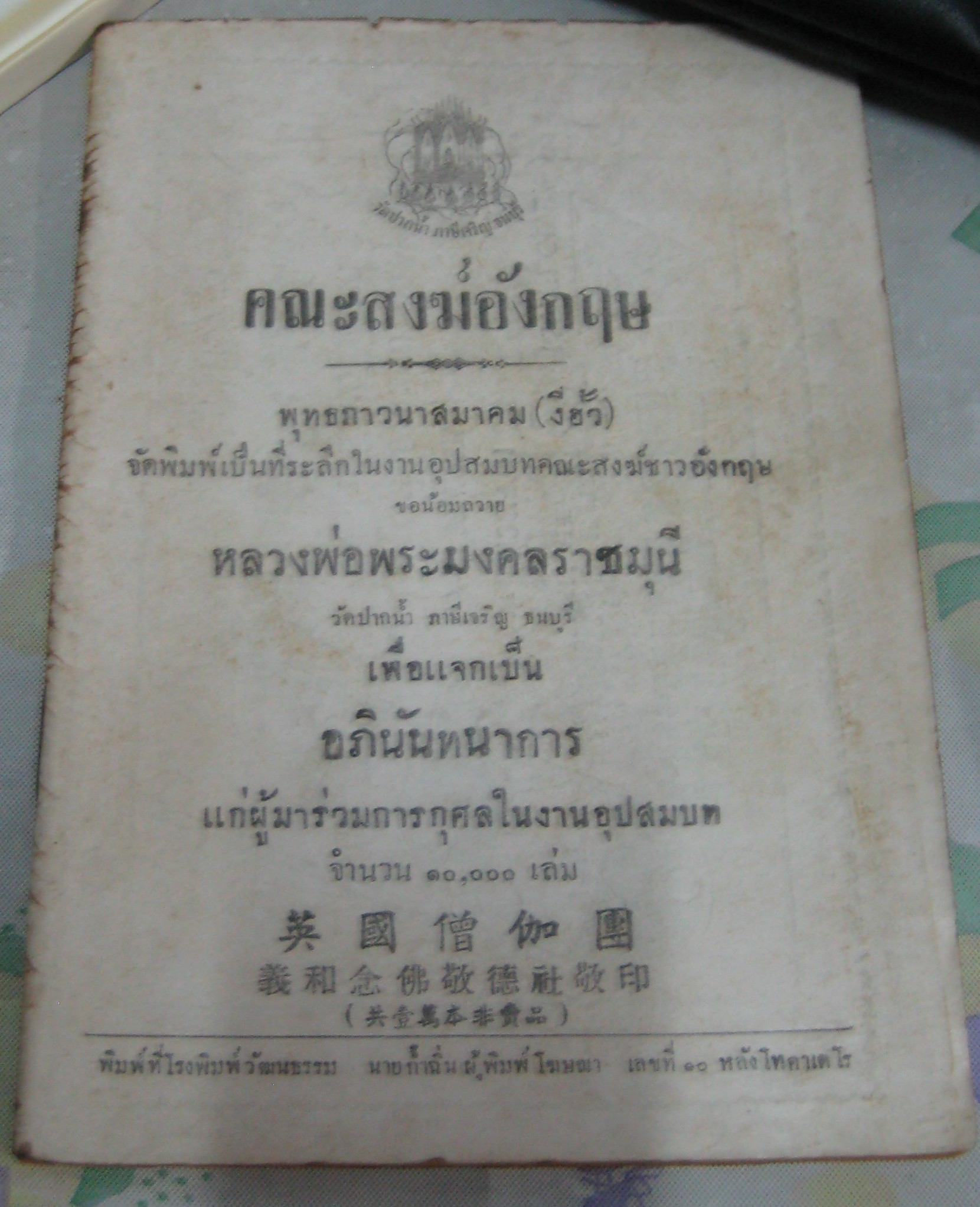
根据“The Cover”的报导：有英国人出家时。所发的小册子，曾印制了1万份。

隆普唆对能把入法身之法门静坐法介绍到泰国以外的地方，非常有兴趣。 北榄寺曾在国际杂志与时代杂志上发表了，有关“卡奔啦哇朵“比丘（巴利语法号Kapilavaddho）的故事，他是获得隆普唆亲自指导的第一位西方学生。寺院里的期刊是使用泰语和英语出版，而在有些场合中，宣传小册子也会用华语出版。在寺院的旧期刊物中，曾有从日本与中国的高僧到寺院参访的记载。 而入法身法门静坐法，仍然被日本的真言宗（Shingon）教徒所延用，他们也曾到过北榄寺学习过静坐。
隆普唆是在泰国为外国人剃度出家为泰国佛教比丘的泰国戒师之一。1954年，由他当戒师，在北榄寺为英国人威廉•普福特（William Purfurst）【理查德•兰德尔（Richard Randdall）】剃度,法号是“卡奔啦哇朵”比丘。“卡奔啦哇朵”比丘在回到英国后两年，创办了“英语僧伽信托”（English Sangha Trust） 前信托董事泰瑞•叁恩（Terry Shine）描述“关卡奔啦哇朵”比丘，是首位在西方世界，创办了英语上座部佛教的人。 虽然他是首位在泰国出家的比丘，但却在1957年，还俗了。不久，他当时的辅导法师提塔未都比丘（Phra Ṭhitavedo）也因与隆普唆意见不合而离开了北榄寺。 过后，他也在英国再次出家，并在1967年，成为了“英语僧伽信托”的董事 。
隆普唆也为另一位英国人彼得•摩根（Peter Morgan）剃度，巴利语法号为“潘那瓦都”比丘（Paññāvaḍḍho Bhikkhu）。隆普唆圆寂后，潘那瓦都比丘继续由玛哈•布阿指导法师给予指导。潘那瓦都比丘继续出家，直到2004年往生。他是西方人中，在泰国出家最久的比丘 ；第3位比丘，出家前的俗名是“乔治•布莱克”（George Blake），他是位具有牙买加血统的英国人，且是第一位出家为佛教比丘的牙买加人。 他的巴利语法号为“未加瓦朵”（Vijjāvaḍḍho）比丘，过后还俗，在加拿大成为一位知名的治疗师。 “未加瓦朵”比丘、“潘那瓦都”比丘与另一位法号为“萨答瓦朵“的英国比丘（俗名：罗伯特•奥比生 Robert Albison）的出家仪式，在当时的泰国，是项大型的公开活动，吸引了一万位的观众围观。 念结仁波切（俗名：莱斯利•乔治•道森 Leslie George Dawson），一位来自传统藏传佛教的老师，也在隆普唆的座下学习了一段时间，但他并未在隆普唆的座下剃度出家。隆普唆的时代，最后一位出家的西方弟子，俗名是“泰倫斯·馬格尼斯”（Terrence Magness）。他也在北榄寺，跟一位在家人导师“卡拉雅瓦滴导师”（Acharn Kalayawadee），学习过入法身法门静坐法。他出家时的法号，是“苏拉塔弄“(Suratano)比丘，且撰写了一部有关隆普唆的传记。
综上所述，隆普唆在泰国和国外，都对泰国佛教的有着重大影响。 他协助开创了，将泰国佛教传统上，两项独立的僧团作业研习经典与静坐的结合。纽厄尔指出在这一点上，隆普唆甚至超前了批磨谭比丘（Phra Phimontham），一位将新缅甸静坐法（New Burmese （meditation）Method）引进了泰国的泰国行政比丘。隆普唆曾为首位将佛教引入英国的英籍人剃度成为比丘。此外，他也启动了多项发展计划，这些发展都是由后来成为泰国最大的寺院法身寺，继续进行着。

## 圆寂
1954年，隆普唆宣布他即将圆寂的消息，并嘱咐他的弟子们，在他圆寂后，继续执行他们各自原有的任务。特别是把法身法门弘扬开去的任务。两年后，他被诊断出患了高血压。隆普唆于1959年圆寂。 他的遗体并未被火化，而是被进行防腐处理后保存下来。这样做，是为了在他圆寂后人们还仍然会前来瞻仰与护持北榄寺。 法身寺在寺内建了一座纪念堂，来纪念隆普唆，北揽寺也创立了一个以他的名字命名的慈善基金会。

## 刊物
- Phramonkolthepmuni (2006) "Visudhivaca: Translation of Morradok Dhamma of Luang Phaw Wat Paknam" (Bangkok,60th Dhammachai Education Foundation) ISBN 978-974-94230-3-5
- Phramonkolthepmuni (2008) "Visudhivaca: Translation of Morradok Dhamma of Luang Phaw Wat Paknam", Vol.II (Bangkok,60th Dhammachai Education Foundation) ISBN 978-974-349-815-2

## 备注
1. ↑  “在上座部佛教传统静坐法中，一项光亮物品的出现("巴利語：")是定力已建立的征兆。[15]
2. ↑  “在现今时代，泰国皇族会给予泰国比丘赐予僧衔，为了表扬他们对泰国佛教的发展，做出贡献的认可。”

## 引用
- Bhikkhu, Suratano,  (PDF), (Terry Magness), triple-gem.net, 1960  [23 June 2016], （原始内容 (PDF)存档于2016年7月5日）
- Chattinawat, Nathathai,  [Nun's status: A Case Study of Wat Paknam Bhasicharoen] (M.A. thesis), College of Interdisciplinary Studies, 法政大學 (泰國), 2009  [2017-12-04], （原始内容存档于2016-03-23） （泰语）
- Cheng, Tun-jen; Brown, Deborah A., , Routledge, 2015  [19 September 2016], ISBN 978-1-317-46105-0[]
- Cook, Nerida M.,  (Ph.D. Thesis), Research School of Archaeology and Anthropology, Australian National University, 1981
- Crosby, Kate; Skilton, Andrew; Gunasena, Amal, , Journal of Indian Philosophy, 12 February 2012, 40 (2): 177–198, doi:10.1007/s10781-011-9151-y
- Dhammakaya Foundation（英语：Wat_Phra_Dhammakaya#The_foundation）,  4th, Bangkok, 2010, ISBN 978-974-89409-4-6[]
- {{Citation|url=http://www.cubs.chula.ac.th/images/research/58_2/Dhammakaya_Full.pdf%7Cyear=1998%7Clast1=Fuengfusakul%7Cfirst1=Apinya%7Ctype=published Ph.D.|publisher=Buddhist Studies Center, Chulalongkorn_University
- Harvey, Peter, , Cambridge University Press, 2013, ISBN 978-0-521-85942-4
- Mackenzie, Rory,  (PDF), Abingdon: Routledge, 2007, ISBN 0-203-96646-5
- Newell, Catherine Sarah,  (Ph.D. Thesis), London: Department of the Study of Religions, School of Oriental and African Studies, University of London, 2008
- Scott, Rachelle M.,  (PDF), Albany: State University of New York Press（英语：SUNY_Press）, 2009, ISBN 978-1-4416-2410-9
- Skilton, Andrew, , Contemporary Buddhism: An Interdisciplinary Journal, 14:1 (London), 28 June 2013: 149–68
- Vasi, Prawase,  [Suan Mokh, Thammakai, Santi Asok] online, Bangkok: Mo Chaoban Publishing, 1998
- Vuddhasilo, Phramaha Wichai,  [The history of Luang Phor Wat Paknam Bhasicharoen, Phrabhavanakosolthera], Singhon  (编),  3, Bangkok: Sukhumwit Printing, 2003, ISBN 974-91493-7-8 （泰语）

## 传记
- Official biography byWat Phra Dhammakaya , compiled based on numerous Thai sources[]
- Biography by British Malaysian who ordained atWat Paknam Bhasicharoen and met Luang Pu Sodh
- Biography by close lay student（页面存档备份，存于）